# Az év férfi labdarúgója (FIFA)
Az év férfi labdarúgója díjat a Nemzetközi Labdarúgó-szövetség adja át minden évben a legjobbnak vélt férfi labdarúgónak. A díj célja a Az év labdarúgója díj újjáélesztése, amely 2010-ben egyesült France Football Aranylabdájával és hat éven keresztül FIFA Aranylabda néven lett átadva.

## A díj története
2010-ben a szavazást összevonták a France Football Aranylabdájával, FIFA Aranylabda néven. Az akkor a Nemzetközi Labdarúgó-szövetség elnökeként tevékenykedő Joseph Blatter 13 000 000 fontot fizetett a francia szaklapnak a díjak összevonásáért. Az elkövetkezendő hat évben Lionel Messi és Cristiano Ronaldo dominálta a szavazásokat, csak ők ketten vehették át az elismerést. 2016 óta a díjat ismét önállóan adja át a FIFA, de új formában Az év férfi labdarúgója néven. A döntésben közrejátszott, hogy a frissen kinevezett új FIFA-elnök, az olasz Gianni Infantino Zürich helyett szerette volna Londonba áthelyezni a szervezet szokásos év végi díjátadó ünnepségét.

### Kritériumok és szavazás
Az év játékosainak kiválasztási kritériumai közül fő szempont a sportteljesítmény, valamint az általános magatartás a pályán és a pályán kívül. A szavazatokat a média képviselői, a válogatottak szövetségi kapitányai és a csapatkapitányok adják le. 2016 októberében bejelentették, hogy a szurkolók is szavazhatnak. Minden fél szavazata 25%-osan folyásolja be a végeredmény kialakulását.

## Győztesek
| 2016 | 1. | Cristiano Ronaldo  | Real Madrid                   |  |  |
| 2016 | 2. | Lionel Messi       | Barcelona                     |  |  |
| 2016 | 3. | Antoine Griezmann  | Atlético de Madrid            |  |  |
|      |    |                    |                               |  |  |
| 2017 | 1. | Cristiano Ronaldo  | Real Madrid                   |  |  |
| 2017 | 2. | Lionel Messi       | Barcelona                     |  |  |
| 2017 | 3. | Neymar             | Barcelona Paris Saint-Germain |  |  |
|      |    |                    |                               |  |  |
| 2018 | 1. | Luka Modrić        | Real Madrid                   |  |  |
| 2018 | 2. | Cristiano Ronaldo  | Real Madrid Juventus          |  |  |
| 2018 | 3. | Mohamed Szaláh     | Liverpool                     |  |  |
|      |    |                    |                               |  |  |
| 2019 | 1. | Lionel Messi       | Barcelona                     |  |  |
| 2019 | 2. | Virgil van Dijk    | Liverpool                     |  |  |
| 2019 | 3. | Cristiano Ronaldo  | Juventus                      |  |  |
|      |    |                    |                               |  |  |
| 2020 | 1. | Robert Lewandowski | Bayern München                |  |  |
| 2020 | 2. | Cristiano Ronaldo  | Juventus                      |  |  |
| 2020 | 3. | Lionel Messi       | Barcelona                     |  |  |
|      |    |                    |                               |  |  |
| 2021 | 1. | Robert Lewandowski | Bayern München                |  |  |
| 2021 | 2. | Lionel Messi       | Barcelona Paris Saint-Germain |  |  |
| 2021 | 3. | Mohamed Szaláh     | Liverpool                     |  |  |
|      |    |                    |                               |  |  |
| 2022 | 1. | Lionel Messi       | Paris Saint-Germain           |  |  |
| 2022 | 2. | Kylian Mbappé      | Paris Saint-Germain           |  |  |
| 2022 | 3. | Karim Benzema      | Real Madrid                   |  |  |
|      |    |                    |                               |  |  |
| 2023 | 1. | Lionel Messi       | Inter Miami                   |  |  |
| 2023 | 2. | Erling Haaland     | Manchester City               |  |  |
| 2023 | 3. | Kylian Mbappé      | Paris Saint-Germain           |  |  |

## Külső hivatkozások
- Facebook oldal